# Тамм, Николай (старший)
Николай Тамм (старший) (1834—1907, эст. Nikolai Thamm (Tamm), Nikolai Thamm vanem) — российский архитектор, в основном работал в Эстонии. 
Сын — архитектор Николай Тамм (младший).

## Биография
Родился в семье ремесленника-гончара.
Учился в Императорской Академии художеств в Санкт-Петербурге. В 1858 году получил серебряную медаль за «проект телеграфной станции в столице». В 1860 году окончил Академию со званием свободного художника.

## Известные постройки
Санкт-Петербург
- Набережная Макарова, д. 6 (1900—1901)[1] — до 1917 года в здании размещалось Главное управление неокладных сборов и казённой продажи питей.

Таллин
- Улица Яана Поска, д. 53 — представительное двухэтажное жилое здание в стиле историзма, памятник архитектуры (автор проекта)[2].
- Нарвское шоссе, д. 32 — двухэтажный квартирный дом, памятник архитектуры (автор проекта)[3].
- Улица Лай, д. 7 — перестройка жилого дома XV века для купца Д. Хаазе (1882).
- улица Ратаскаэву, д. 3 — бывший ресторан «Ду Норд» (1878)[4]
- улица Пикк, д. 16 — бывшая кондитерская Штуде (ныне — кафе «Майасмокк»)[5]
- Улица Суур-Карья, д. 20 / Пярнуское шоссе, д. 12 (1899—1900)
- Замок Мариенберг (замок графа А. В. Орлова-Давыдова), руководство строительными работами[6][7]
- Павильон в парке Мусимяги (с эст. «Горка поцелуев»)
- Машиностроительный завод Ф. Виганда (1881—1883)[8][9]
- Пожарное депо на площади Виру[10]

Здания в Таллине
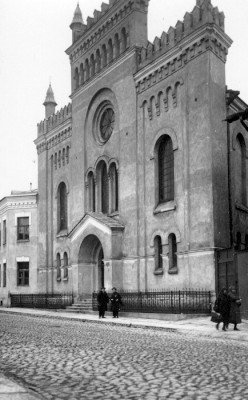
Синагога на улице Маакри
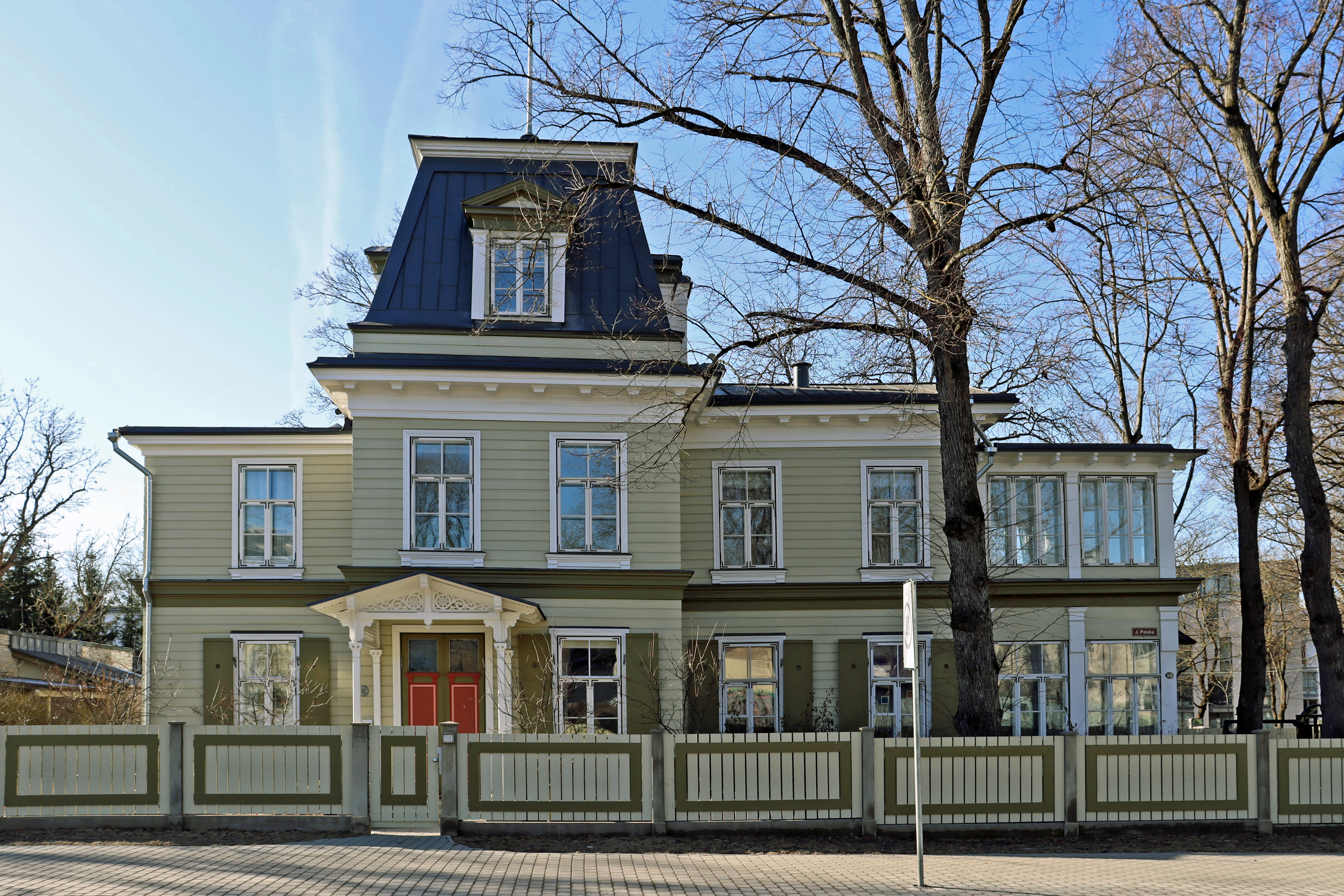
Улица Яана Поска 53
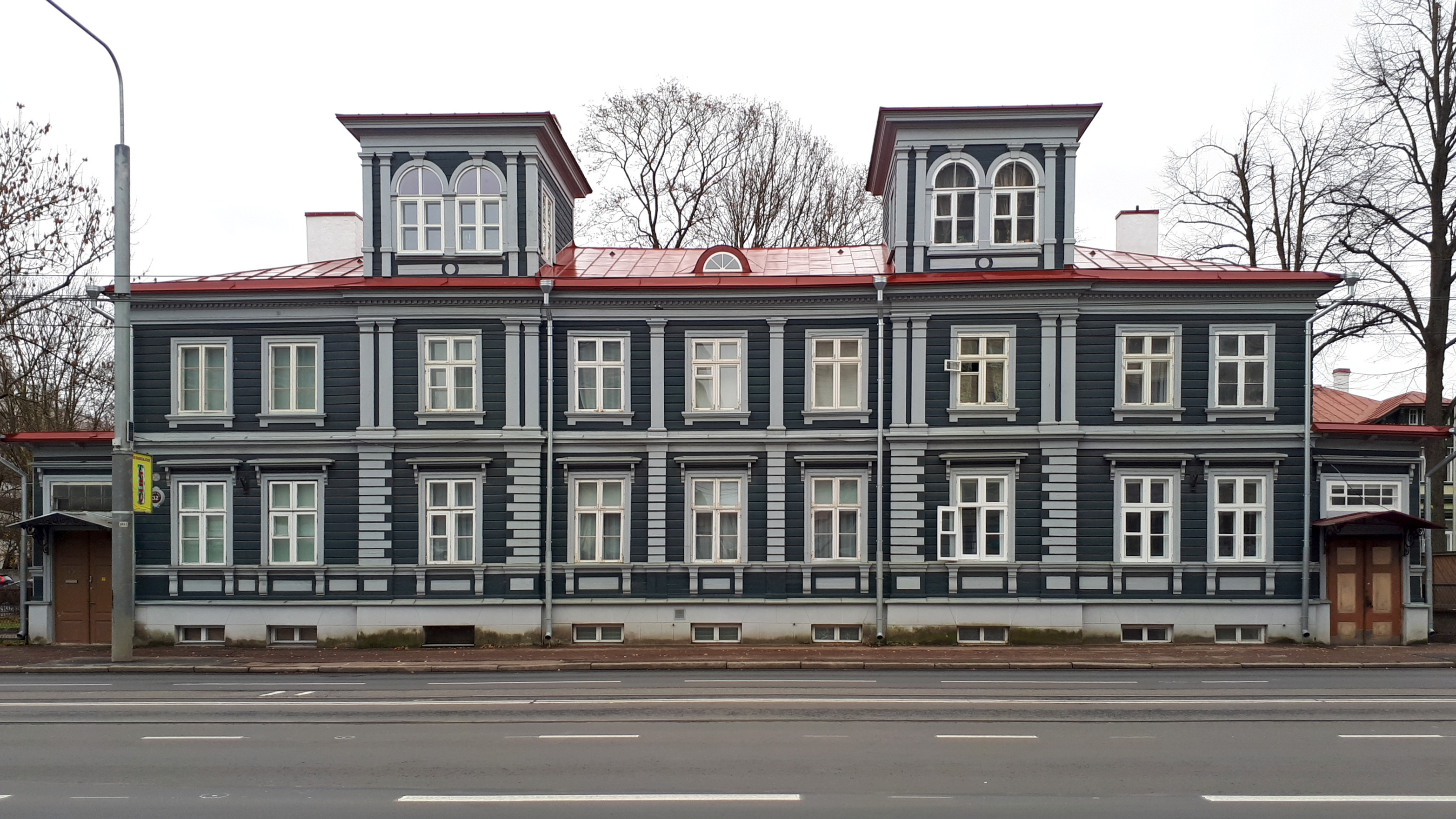
Нарвское шоссе 53
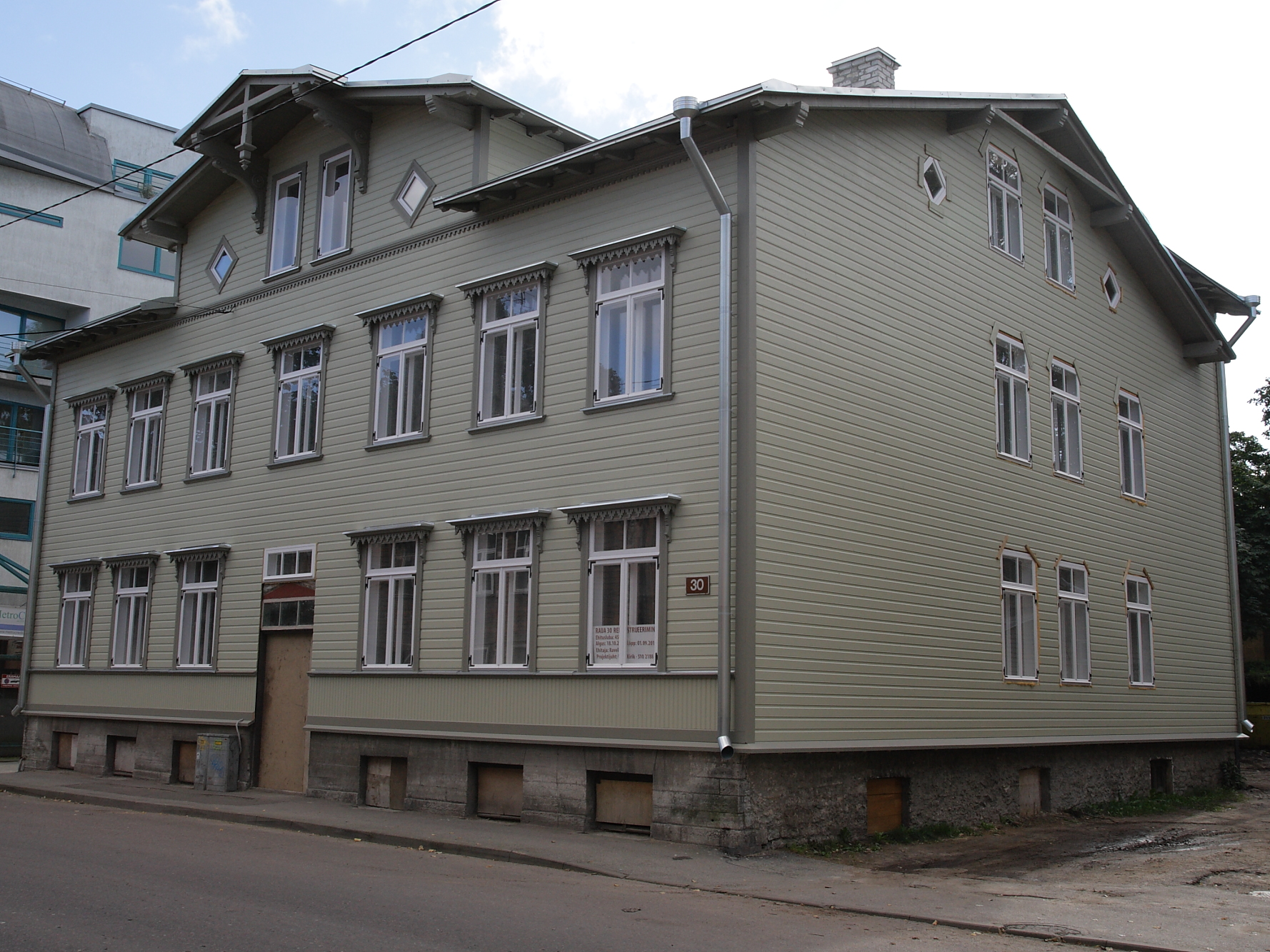
Улица Рауа 30
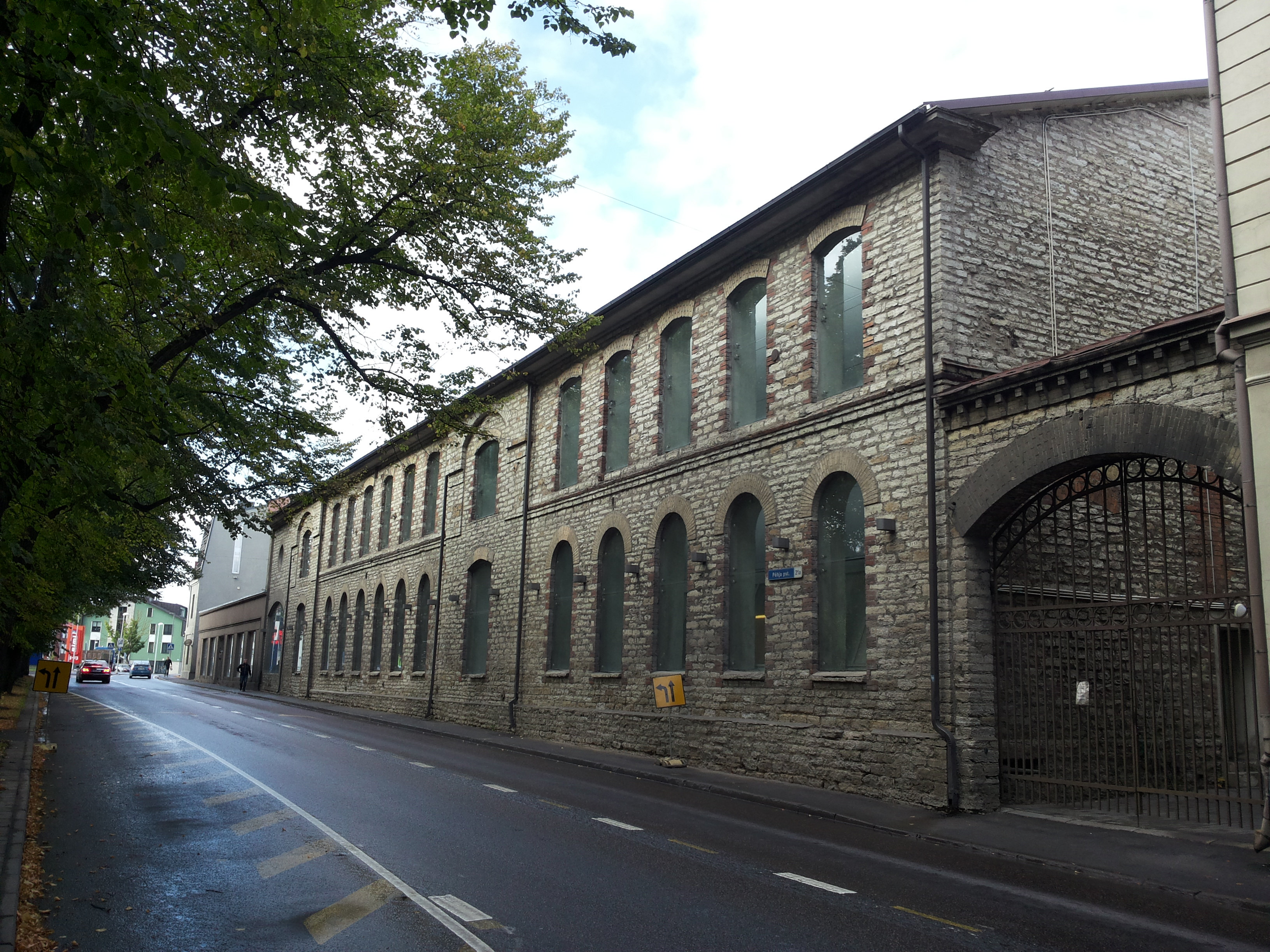
Один из корпусов машиностроительного завода Ф. Виганда